# Mezigalaktické cestování

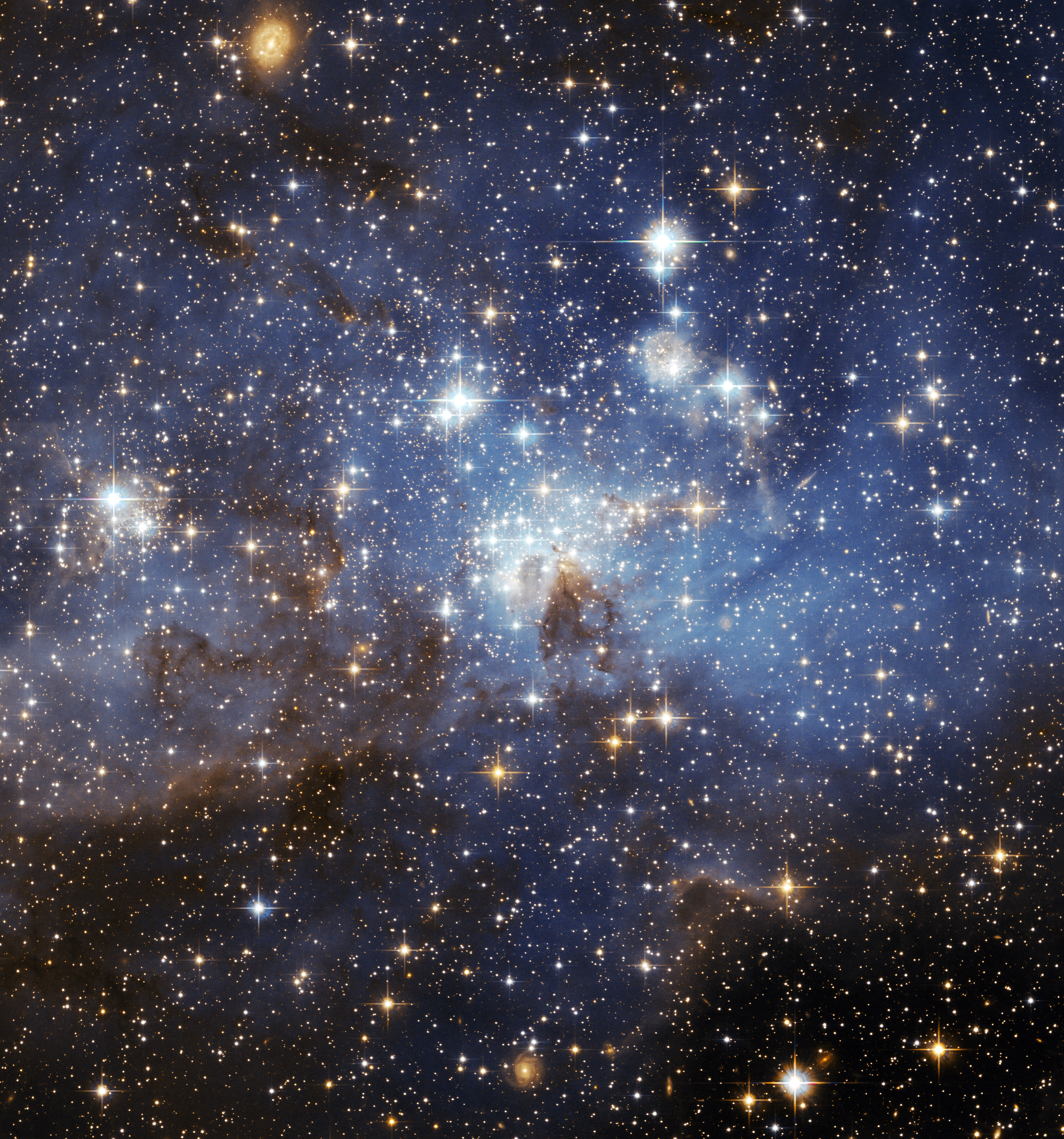
Hvězdy ve Velkém Magellanově mračnu, trpasličí galaxii. Ve vzdálenosti 163 000 světelných let je Velké Magellanovo mračno třetí nejbližší galaxie k Mléčné dráze.

Mezigalaktické cestování je termín používaný pro hypotetické cestování s posádkou nebo bezpilotních sond mezi galaxiemi. Vzhledem k obrovským vzdálenostem mezi naší vlastní galaxií Mléčné dráhy a dokonce i jejími nejbližšími sousedy (stovky tisíc až miliony světelných let) by byla taková cesta mnohem větší a technologicky náročnější než i mezihvězdné cestování. Mezigalaktické vzdálenosti jsou zhruba stotisíckrát (o pět řádů) větší než jejich mezihvězdné protějšky.
Technologie potřebné k cestování mezi galaxiemi jsou daleko za hranicemi lidských možností a v současné době jsou pouze předmětem spekulací, hypotéz a sci-fi.
Nicméně, vědecky vzato, neexistuje nic, co by naznačovalo, že je mezigalaktické cestování nemožné. Existuje ve skutečnosti několik myslitelných metod jak to provádět, k dnešnímu dni bylo několik lidí, kteří studovali mezigalaktické cestování vážným způsobem.

## Obtíže mezigalaktického cestování
Vzhledem k vzdálenostem bude každý vážný pokus cestování mezi galaxiemi vyžadovat metody pohonu daleko nad rámec toho, co je v současné době myslitelné. Nutné budou rychlosti blízko k rychlosti světla.
Podle současného chápání fyziky nemůže objekt v prostoročasu překročit rychlost světla, což znamená, že pokus o cestování do jiné galaxie by trval miliony pozemských let při konvenčním způsobu letu.
Cestování s posádkou při rychlosti vzdálené rychlosti světla by vyžadovalo buď abychom překonali naši vlastní smrtelnost s technologiemi jako je radikální prodloužení života nebo cestovaní s generačními loděmi. Při cestování rychlostí bližší k rychlosti světla by dilatace času umožnila mezigalaktické cestování v časovém rozmezí několika měsíců až let při lodním času.
Tyto výzvy také znamenají, že návrat z výpravy bude velmi obtížný s ohledem na uplynulý čas na Zemi.

## Možné metody

### Extrémní dlouhé trvání letu
Cesty do jiných galaxií podsvětelnou rychlostí by vyžadovaly cestu dlouhou od stovek tisíc až po miliony let. K dnešnímu dni byl vyroben pouze jeden design, jako je tento.

### Hyperrychlé hvězdy
Hyperrychlé hvězdy byly předpovězeny v roce 1988 a objevit se je podařilo v roce 2005, Tyto hvězdy se pohybují rychleji, než je úniková rychlost z Mléčné dráhy, a cestující do mezigalaktického prostoru. Existuje několik teorií o jejich existenci. Jedním z mechanismů vysvětlujících jejich rychlost je, že supermasivní černá díra ve středu Mléčné dráhy vykopne hvězdu z galaxie průměrně asi jednou za sto tisíc let. Další se domnívají, že mechanismem by mohl být výbuch supernovy v binárním systému.
Tyto hvězdy cestují rychlostí až 3000 km za sekundu. Nicméně, v poslední době (listopad 2014) byla na základě numerických metod vyslovena domněnka, že hvězdy mohou cestovat i významnými zlomky rychlosti světla. Autoři je nazývají jako semi-relativistické hyperrychlé hvězdy a podle modelů by mohly být urychleny fúzí supermasivních černých děr v kolidujících galaxiích. A autoři se domnívají, že budou zjistitelné budovanými dalekohledy.
Tyto by mohly být použity vstupem na oběžnou dráhu kolem nich a čekáním.

### Hvězdné motory
Další návrh je uměle pohánět hvězdu ve směru jiné galaxie.

### Dilatace času
Když světlu trvá přibližně 2,54 milionu let procházet záliv prostoru mezi Zemí a například galaxií v Andromedě, bude to trvat mnohem kratší dobu z pohledu cestovatele, který letí téměř rychlostí světla z důvodu účinku dilatace času. Ta závisí na rychlosti (jakákoli menší než rychlost světla) a cestované vzdálenosti (kontrakce délek). Mezigalaktické cestování pro člověka je proto teoreticky možné, z pohledu cestujícího.
Zrychlení na rychlosti blízké k rychlosti světla s relativistickou raketou by umožnilo lodní cestovní čas výrazně nižší, což by ale vyžadovalo velmi velké množství energie. Způsob, jak to udělat, je cestování vesmírem pomocí konstantního zrychlení. Cestování do galaxie v Andromedě, vzdálené 2 miliony světelných let, by trvalo 28 let lodního času s konstantním zrychlením 1g a zpomalením 1g po dosažení poloviny cesty, aby byla loď schopna se zastavit.
Let do galaxie v Andromedě s tímto zrychlením by vyžadoval 4 100 000 kg paliva na kg užitečného zatížení pomocí nerealistického předpokladu 100% účinného motoru, který mění hmotu na energii. Zpomalování od poloviny cesty s cílem zastavit dramaticky zvyšuje požadavky na pohonné hmoty až na 42 bilionů kg paliva na kg užitečného zatížení. To je desetinásobek hmotnosti Mt Everestu nutný v palivu pro každý kg užitečného zatížení. Paliva přispívá k celkové hmotnosti lodi, která nese více paliva, což také zvyšuje energii potřebnou k cestování na určitém zrychlení, přidání dalšího paliva navíc by problém dále prohloubilo.
Požadavky na pohonné hmoty na let do galaxie v Andromedě s konstantním zrychlením znamenají, že buď musí být velmi malý náklad, loď musí být velmi velká, nebo musí cestou sbírat palivo, nebo přijímat energii na cestu přes jiné prostředky.

### Metody s využitím nadsvětelné rychlosti
Alcubierreho pohon je vysoce hypotetický koncept, který je schopen udělit kosmické lodi impuls k rychlosti vyšší než rychlost světla. Loď sama o sobě by se neměla pohybovat rychleji než světlo, ale prostor kolem ní ano. To by mohlo teoreticky umožnit praktické intergalaktické cestování. Neexistuje žádný známý způsob, jak vytvořit prostor narušující vlnu, kterou tento koncept potřebuje k práci, ale metriky rovnic jsou v souladu s teorií relativity a omezení rychlosti světla.